# Жданов Сергій Сергійович
Сергі́й Сергі́йович Жда́нов (15 січня 1907, Санкт-Петербург, Російська імперія — 8 жовтня 1968, Київ, Українська РСР) — український радянський композитор.

## Біографія
Народився 2 (15) січня 1907 року в Петербурзі. В 1929 році закінчив Київський музичний технікум (клас фортепіано Г. Беклемішева), в 1934 році Державний музично-драматичний інститут імені М. В. Лисенка по класу композиції у Ревуцького.

Могила Сергія Жданова

Помер 8 жовтня 1968 року. Похований в Києві на Байковому кладовищі.

## Творчість
Творчу діяльність почав у 1930 році. Написав опери «Жакерія» (1935), «Щорс» (1937), «Багряні зірниці» (за повістю Коцюбинского «Fata Morgana», 1967); музичні комедії — «Паливода» (комедія Карпенка-Карого, 1939), «Божевільна красуня» (1941).
З 1947 року працював у кіно. Автор музики до українських фільмів:
- «Коли співають солов'ї» (1957);
- «Сашко» (1959);
- «Морська чайка» (1961) та інших.